# Măldăreștii de Jos
Măldăreștii de Jos – wieś w Rumunii, w okręgu Vâlcea, w gminie Măldărești. W 2011 roku liczyła 462 mieszkańców.